# 단발총

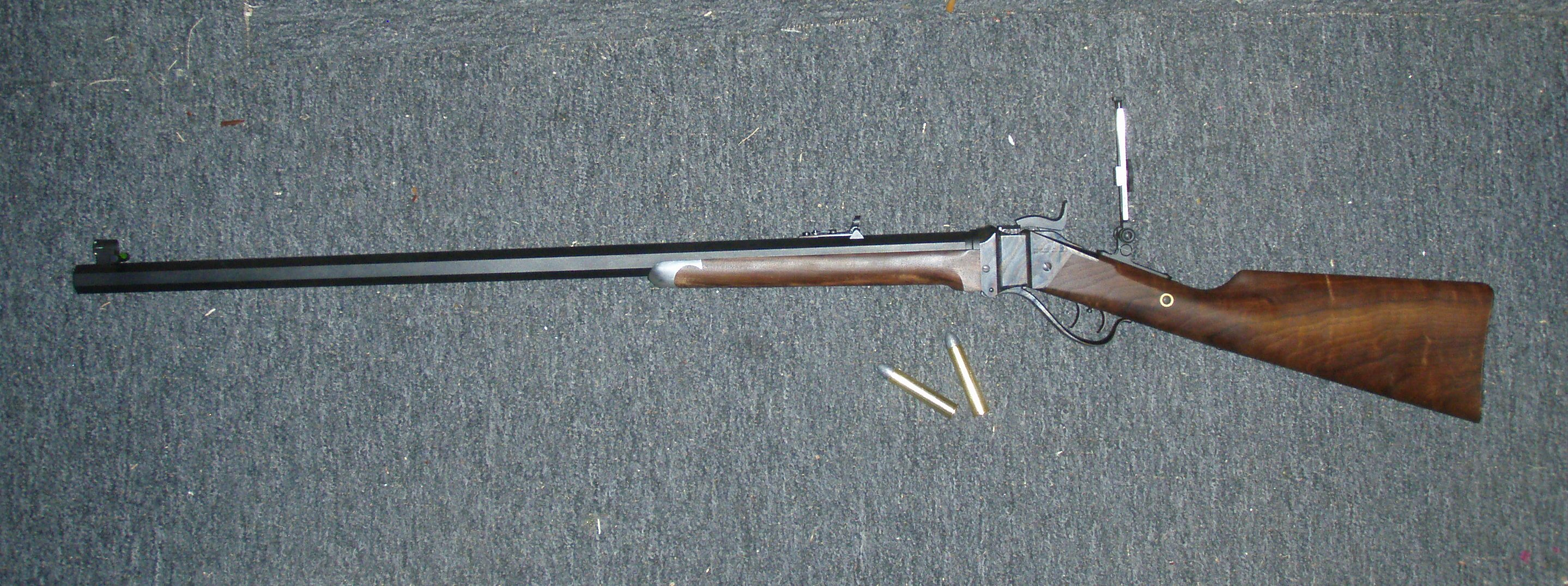

단발총(single-shot firearms)은 총기 내부에 한 발의 탄약만 수납 가능하여, 발사 이후  재발사를 위해서는 매번 재장전을 해줘야 하는 총기다. 총기의 역사가 시작된 이래로 연발총이 개발되기 전까지 모든 총기는 전장식, 후장식, 화승식, 치륜식, 수발식, 뇌관식 등 세세한 화기 작동방식을 막론하고 모두 단발총이었다.